# JR-Freight-Baureihe EF210
Die JR-Freight-Baureihe EF210 (jap. EF210形, EF210-gata) ist eine Gleichstromelektrolokomotive mit der Achsfolge Bo’Bo’Bo’, die seit 1996 von JR Freight für den Güterverkehr in Japan eingesetzt wird.
Die Maschinen werden von Kawasaki Heavy Industries in Kobe gebaut. Sie sind in den Betriebshöfen von Okayama, Shin-Tsurumi und Suita in der Präfektur Osaka stationiert und werden hauptsächlich für Güterzüge auf der Tōkaidō- und der San’yō-Hauptlinie eingesetzt. Dort ersetzen sie die Lokomotiven der JNR-Klasse EF66. Zum 1. April 2016 standen 101 Exemplare im Einsatz.

## Technik
Die Lokomotiven fahren auf der japanischen Standard-Kapspur (1067 Millimeter Spurweite). Sie sind 18.200 Millimeter lang, 2.887 mm breit und 3.980 mm hoch. Ihre Masse beträgt 100,8 Tonnen. Sie fahren unter 1,5 Kilovolt Gleichspannung, sind mit Wechselstrommotoren ausgerüstet, erreichen maximal 110 km/h, leisten 3.390 kW und haben eine maximale Zugkraft von 199 kN.

## Varianten

### EF 210-901
Diese Maschine ist ein Vorserienmodell, welche 1996 dem Betriebshof Shin-Tsurumi zugewiesen wurde.

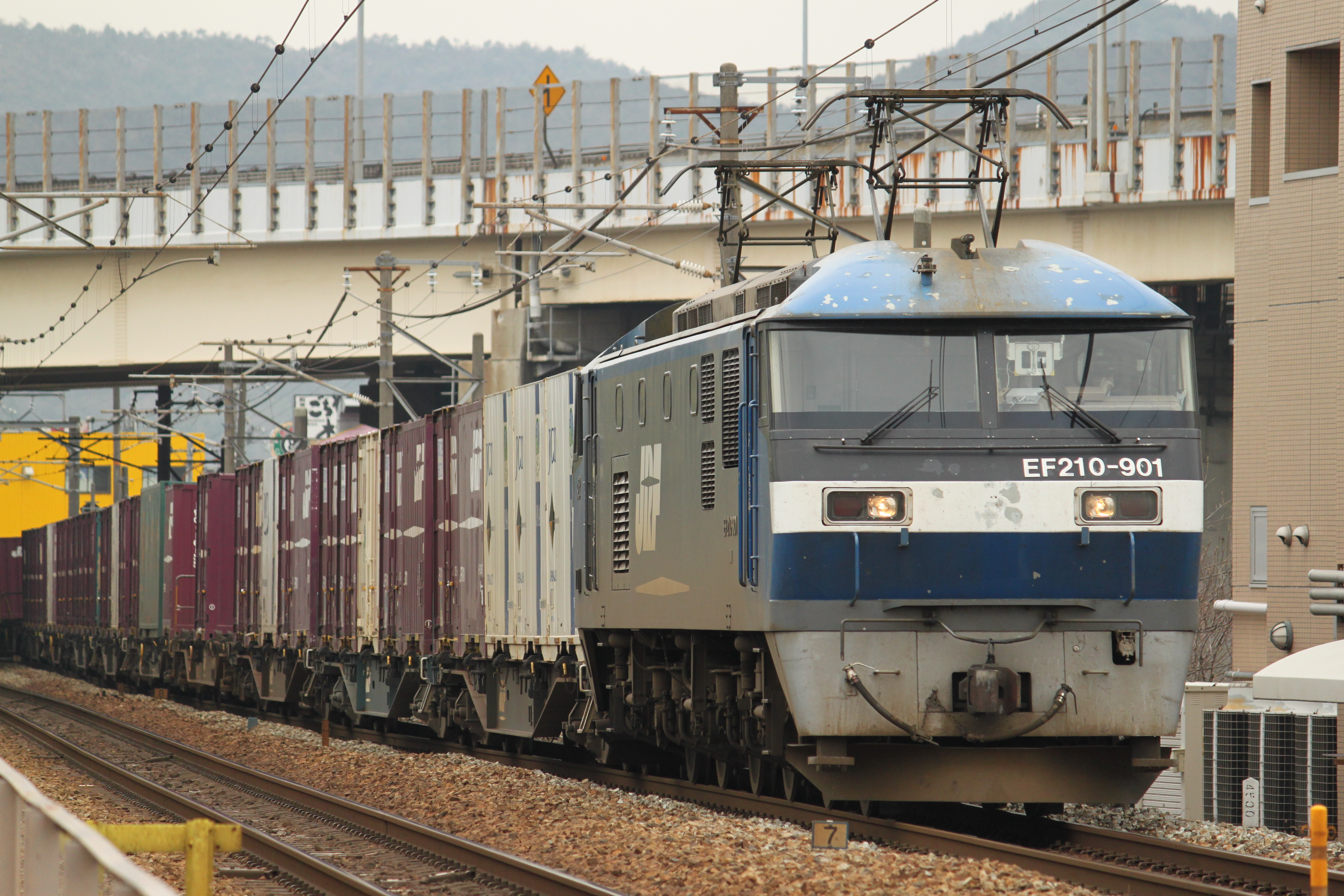
Die EF210-901 im März 2010

### EF210-0

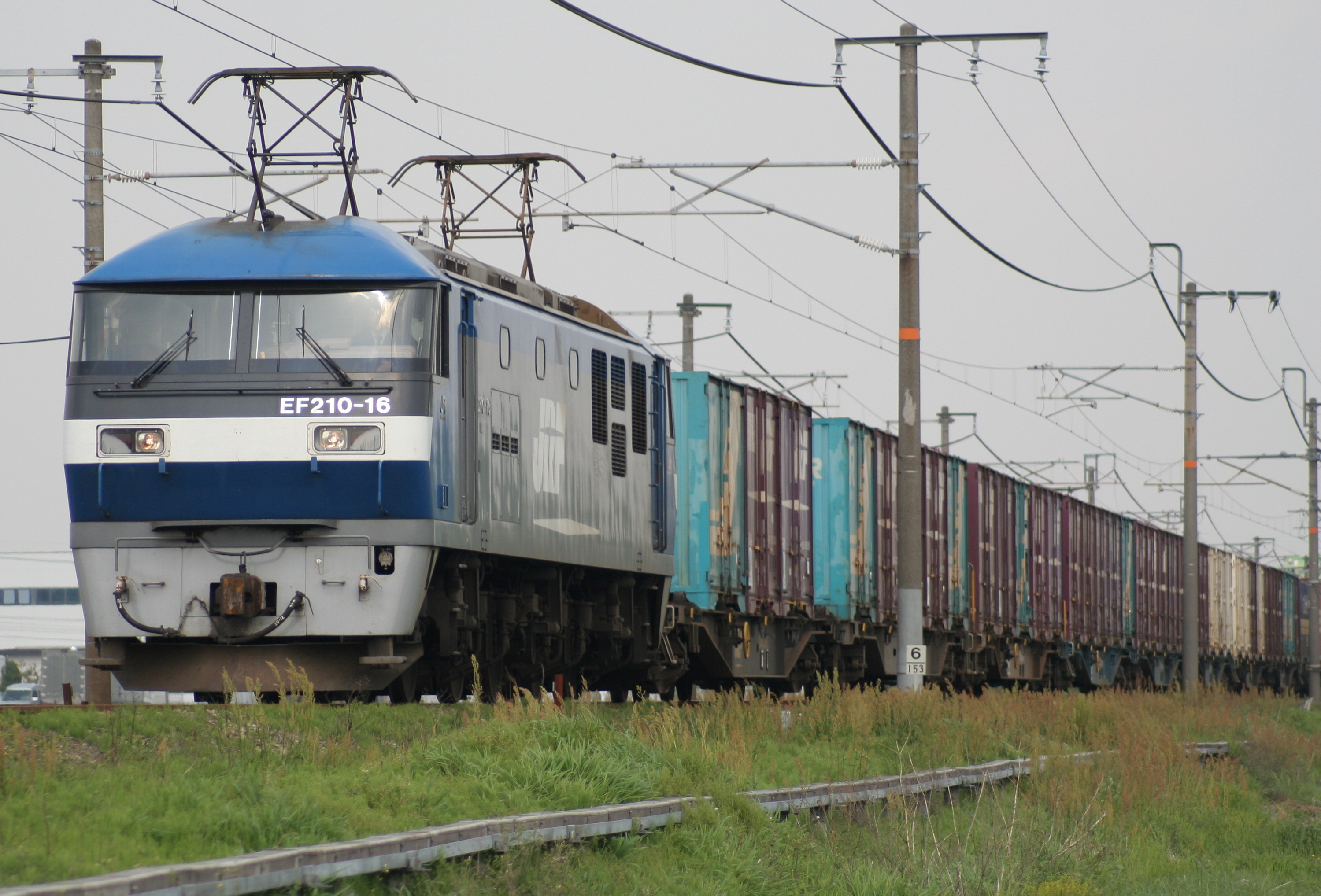
EF210-16 im April 2007

Die so zu bezeichnenden Maschinen, 18 an der Zahl, entsprechen dem Serienmodell. Es gibt einige Änderungen, die sich aus der Erprobung des Vorserienmodells ergaben:
- die Fahrmotoren sind bei gleichbleibender Leistung von 565 Kilowatt nicht mehr vom Typ FMT3, sondern vom Typ FMT4;
- Die Drehgestelle wurden von 2600 Millimetern auf 2500 Millimeter verkürzt.

Die erste Lok, Nummer EF210-1, wurde dem Betriebshof Okayama im Juli 1998 zugewiesen. Auch der Gesamtbestand aller dieser Maschinen ist hier zu finden.

### EF210-100

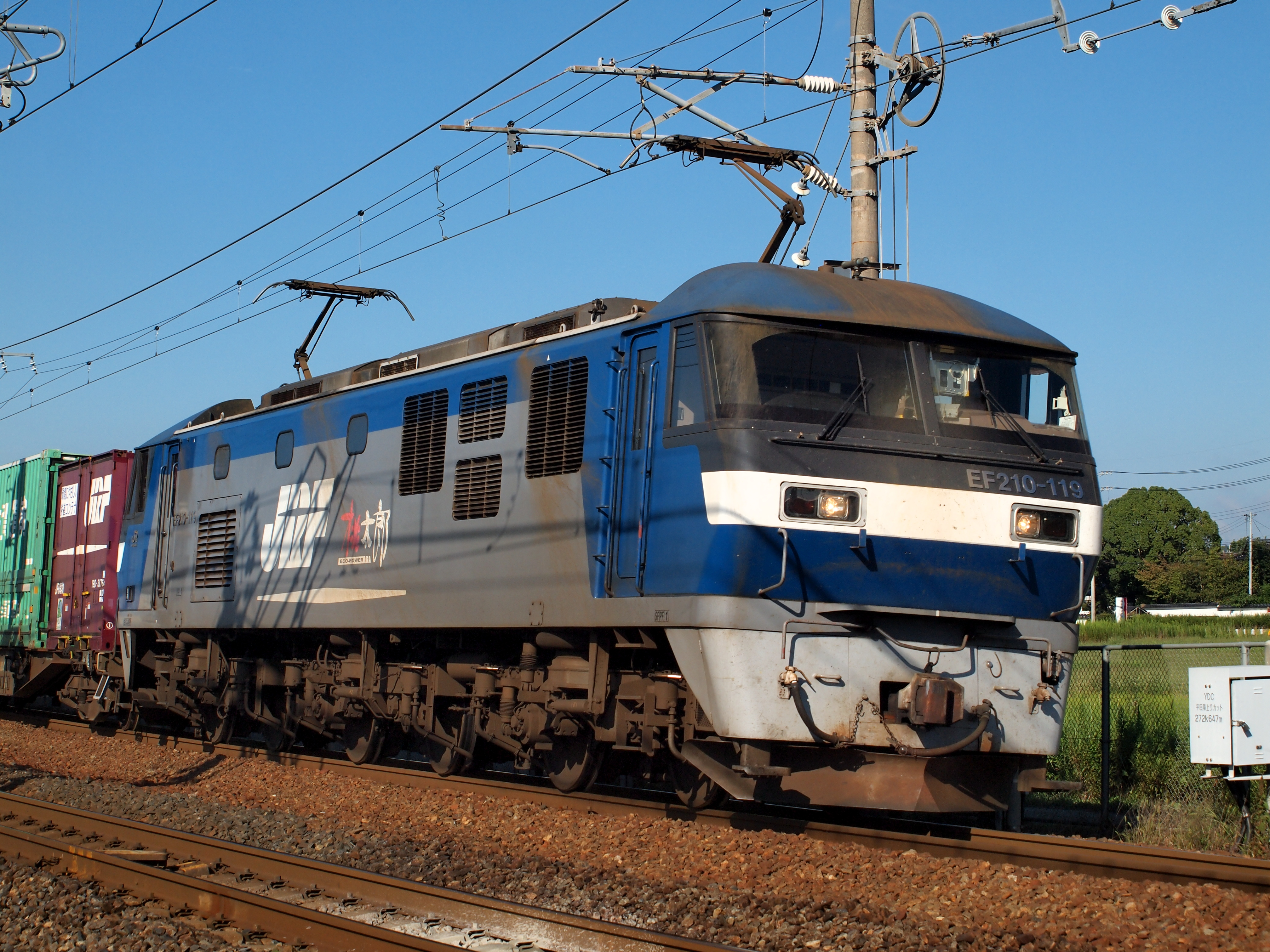
EF210-119 im September 2015

Die Unterklasse EF210-100 beinhaltet einige weitere Verbesserungen, insbesondere den Austausch der Leistungselektronik auf GTO-Basis mit einer Elektronik mit IGBT-Technik. Außerdem weisen die Lokomotiven nun Einholm-Stromabnehmer auf. Die per 1. April 2016 einsatzbereiten 73 Maschinen verteilen sich auf die Depots Okayama, Shin-Tsurumi und Suita.

### EF210-300

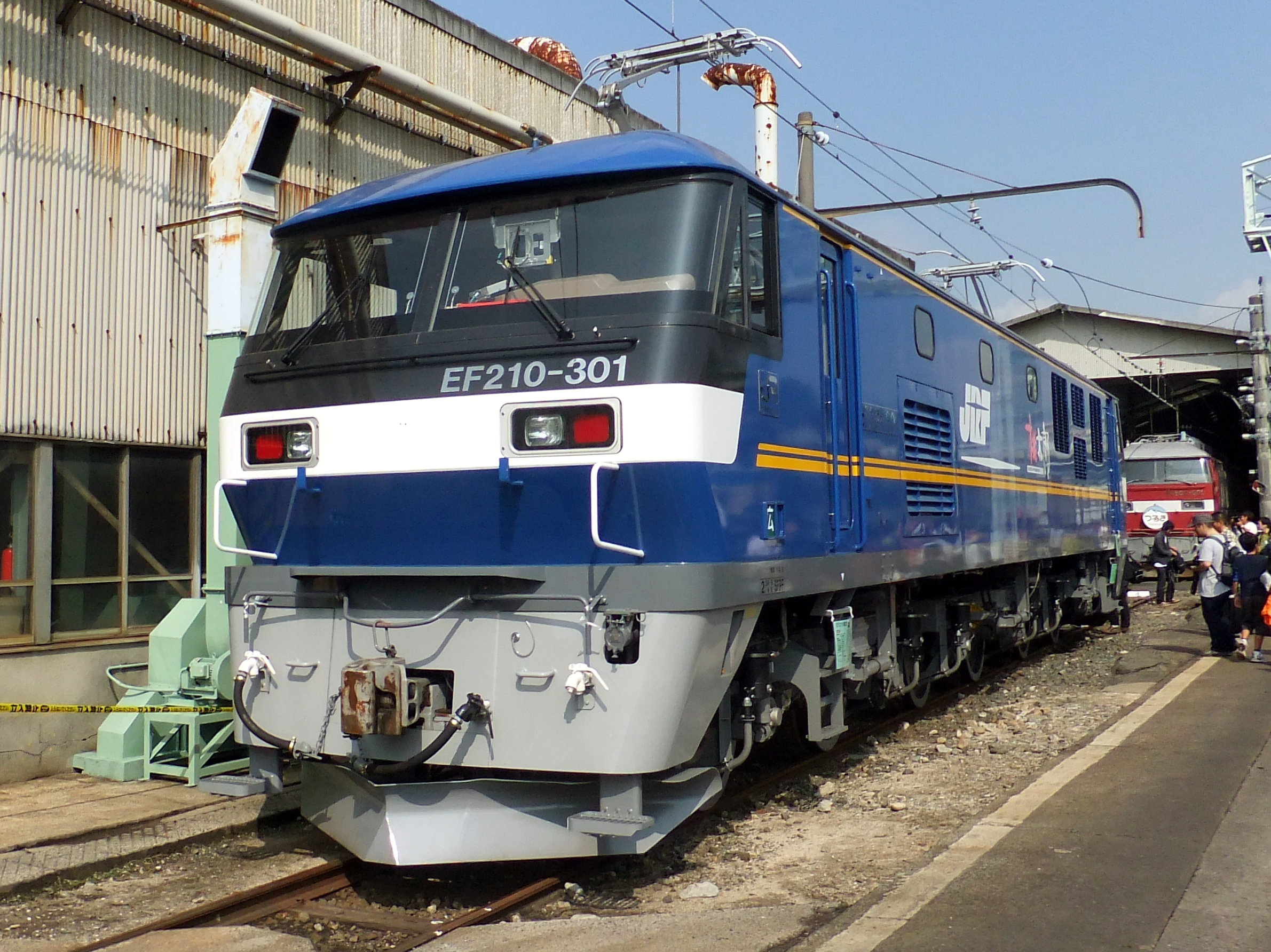
EF210-301 im Hiroshima-Depot im Oktober 2012

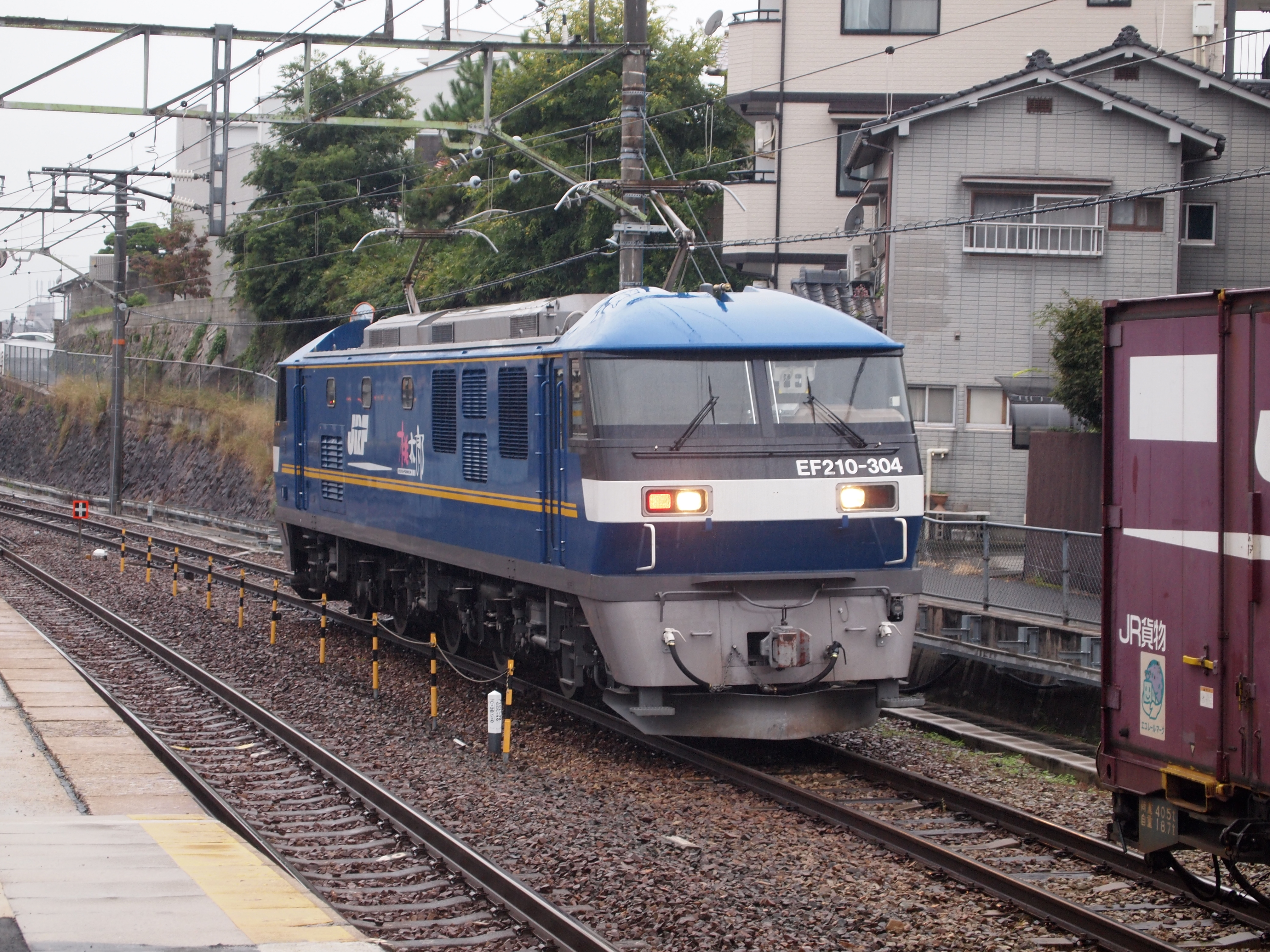
EF210-304 hat sich gerade vom Zugschluss eines Güterzugs auf der San’yō-Hauptlinie abgekoppelt, Oktober 2015

Diese Unterbaureihe ist ab März 2013 eingeführt worden. Sie ist speziell für den Nachschiebedienst auf einem steilen Abschnitt der San’yō-Hauptlinie zwischen den Bahnhöfen Seno (Gemeinde Aki, Präfektur Hiroshima) und Hachihonmatsu (Higashihiroshima) beschafft worden. In diesem Dienst ersetzt die Baureihe die ebenfalls speziell für diesen Einsatzzweck beschaffte JR-Freight-Baureihe EF67. Die erste Lokomotive, EF210-301, wurde vom Hersteller am 3. September 2012 abgeliefert. Bis Februar 2019 kamen weitere 14 Loks dazu.
Loknummern und Auslieferungstermine der Reihe
| No.       | Hersteller                | Auslieferungsdatum |
| --------- | ------------------------- | ------------------ |
| EF210-301 | Kawasaki Heavy Industries | September 2012     |
| EF210-302 | Kawasaki Heavy Industries | April 2013         |
| EF210-303 | Kawasaki Heavy Industries | 2013               |
| EF210-304 | Kawasaki Heavy Industries | Juli 2015          |
| EF210-305 | Kawasaki Heavy Industries | August 2015        |
| EF210-306 | Kawasaki Heavy Industries | September 2015     |
| EF210-307 | Kawasaki Heavy Industries | September 2015     |
| EF210-308 | Kawasaki Heavy Industries | Oktober 2015       |
| EF210-309 | Kawasaki Heavy Industries | Oktober 2015       |
| EF210-310 | Kawasaki Heavy Industries | August 2017        |
| EF210-311 | Kawasaki Heavy Industries | August 2017        |
| EF210-312 | Kawasaki Heavy Industries | Dezember 2018      |
| EF210-313 | Kawasaki Heavy Industries | Januar 2019        |
| EF210-314 | Kawasaki Heavy Industries | Januar 2019        |
| EF210-315 | Kawasaki Heavy Industries | Februar 2019       |

## Namensschema
Die Baureihenbezeichnung „EF210“ ergibt sich aus den technischen Merkmalen der Maschine; das Vorserienmodell trägt standardmäßig die Nummer 901.
„EF210“ schlüsselt sich wie folgt auf:
- E für eine Elektrolokomotive
- F aufgrund der 6 angetriebenen Achsen
- 210 für eine Gleichstromlok mit Wechselstrom-Motoren.